# Lee Kang-in
Lee Kang-in (en coreano: 이강인; Incheon, 19 de febrero de 2001), también conocido como Kang-in Lee o Kangin, es un futbolista surcoreano que juega como centrocampista en el Paris Saint-Germain F. C. de la Ligue 1 francesa.

## Trayectoria

### Inicios
Nacido en Incheon, Corea del Sur, ya con 5 años empezó a jugar al fútbol en el equipo de su colegio porque no había competición oficial a tan temprana edad. Llamó tanto la atención que convencieron a su familia para que se apuntara a un reality de televisión que vieron millones de espectadores de su país, donde ganó el equipo de fútbol de Kangin. El premio fue una visita con su madre a Mánchester para rodar un anuncio junto al jugador surcoreano del Manchester United Park Ji-sung. Aquella experiencia marcó a la familia y por primera vez sintieron que lo de su hijo iba en serio.
Con 10 años, en 2011, acudieron a Valencia junto a otro compañero en busca de una prueba para entrar en el Valencia C. F., sin hablar español ni inglés. El entonces coordinador de Fútbol 7, Xavier Mocholí, fue la primera persona que estuvo en contacto con el jugador y su familia, y debido a problemas en la comunicación hizo la prueba junto a niños nacidos en el año 2000 como Ferran Torres o Hugo Guillamón, un año mayores que él, pero no se notó la diferencia por el talento, desparpajo y personalidad que demostró a tan corta edad. En el club hubo dudas pero Xavier Mocholí lo tenía claro. Finalmente se ofreció a su familia vivir en Valencia para que Kangin pasara a formar parte de la Academia valencianista, yendo a vivir en la localidad de Puzol.
El futbolista fue pasando a velocidad de vértigo por todas las categorías de la cantera valencianista, y en diciembre de 2013 se convirtió en la sensación del Torneo internacional sub-12 de Arona siendo el máximo goleador del torneo con 4 goles, empatado con otros dos futbolistas, y llegando a ser semifinalista. Despertó el interés de clubes como el Real Madrid. Este interés continuó años después tanto por parte madridista como por parte de otros grandes clubes europeos.

### Valencia Mestalla
Finalmente con 16 años empezó la temporada 2017-18 en el equipo juvenil, pero el 21 de diciembre de 2017 debutó en el Valencia Mestalla de la Segunda División B en la 20.ª jornada frente al Deportivo Aragón en el estadio Antonio Puchades, entrando al terreno de juego en el minuto 81 sustituyendo a Rafa Mir, que disputaba su último encuentro como valencianista. El técnico del equipo era Miguel Grau, quien al verano siguiente destacó la competitividad del jugador y que estaba llamado a hacer grandes cosas en el Valencia. Fue teniendo minutos en diversos partidos hasta participar en un total de 11 encuentros esa temporada, tres de ellos como titular, en uno de los cuales logró marcar su primer gol el 6 de mayo de 2018 en la victoria 2-0 ante el C. E. Sabadell F. C. en la 37.ª jornada.

### Valencia C. F.

#### Debut en el primer equipo
En verano de 2018, con 17 años y ante el interés de varios clubes por contratarle y la cláusula de rescisión de 8 millones de euros, el director general Mateu Alemany renovó el contrato de Kangin hasta 2022 y blindándolo con 80 millones de euros de cláusula de rescisión cuando pasara a formar parte del primer equipo. Pasó a hacer la pretemporada con el primer equipo de Marcelino García Toral, y debutó en un amistoso el 24 de julio de 2018 ante el Lausanne. Participó en otros tres partidos de pretemporada, pero su debut en Mestalla fue en el Trofeo Naranja el 11 de agosto, cuando además se estrenó como goleador marcando el 3-0 definitivo ante el Bayer Leverkusen. La historia de Kangin empezaba a dar sus primeros pasos en el primer equipo.
La temporada 2018-19 la empezó siendo un fijo en los onces del Valencia Mestalla, marcando 3 goles y disputando también la Liga Juvenil de la UEFA con el equipo juvenil. Debutó en partido oficial con el primer equipo el 30 de octubre en La Romareda ante el C. D. Ebro, pasando a ser el jugador extranjero más joven en debutar en el primer equipo valencianista, con 17 años y 253 días.
Los problemas físicos de Guedes y Cheryshev hicieron que fuese convocado para las jornadas 16.ª, 17.ª y 18.ª de Liga, pero no debutó hasta la 19.ª, el 12 de enero de 2019, en los minutos finales ante el Real Valladolid en Mestalla, siendo también el extranjero más joven en debutar en liga como valencianista. Tuvo una gran actuación en Copa ante el Sporting para remontar la eliminatoria, pero sin duda su mayor protagonismo fue en la siguiente fase frente al Getafe, siendo titular en la ida y recibiendo una agresión de Damián Suárez que indignó al valencianismo, y siendo clave en el partido de vuelta para remontar la eliminatoria entrando en los últimos minutos y gracias a dos pases suyos desde la banda derecha que se convirtieron en goles de Rodrigo. Al día siguiente del partido, el 30 de enero, el club anunció su ascenso definitivo al primer equipo valencianista y por tanto su cláusula de rescisión pasa a ser de 80 millones de euros luciendo el dorsal 16.
Con la recuperación de Guedes de su lesión, Kang In pasó a tener menos minutos, pero el 21 de febrero se convirtió en el tercer jugador más joven (18 años y 2 días) de la historia del club en debutar en competición europea al participar en los minutos finales de la vuelta de los dieciseisavos de final de la Liga de Europa contra el Celtic de Glasgow, siendo además el primer jugador nacido en el siglo XXI en participar en competición europea con un club español.
En abril el club acordó permitirle participar con la selección sub-20 de su país el Mundial sub-20 para que así disfrutara de los minutos que no estaba teniendo en el equipo de Marcelino, estando así ausente en la recta final del campeonato y en la final de la Copa del Rey que ganó el Valencia.

#### Debut en Champions
Tras barajarse su posible cesión a un club donde tuviera más minutos, finalmente el club decidió que siguiera a las órdenes de Marcelino García Toral en la temporada 2019-20. No participaba excesivamente para el técnico asturiano, y esto cambió cuando el club lo destituyó de forma inesperada en septiembre para promover así más la participación de los jóvenes talentos en el primer equipo.
Con el nuevo técnico, Albert Celades, el coreano pasó a ser una alternativa real en casi todos los partidos. De hecho debutó en la Liga de Campeones el 17 de septiembre de 2019 entrando en los minutos finales en Stamford Bridge contra el Chelsea, siendo además el jugador más joven en la historia del club en debutar en esta competición con 18 años, 6 meses y 28 días. Fue titular por primera vez en La Liga el 25 de septiembre en la 6.ª jornada frente al Getafe, logrando además marcar su primer gol oficial en el empate 3-3 y convirtiéndose así en el futbolista extranjero más joven en anotar un gol en partido oficial en la historia del conjunto valencianista, y en el quinto futbolista más joven en marcar en partido oficial con el club.
El 27 de noviembre sufrió una lesión que el club confirmó dos días después. Esta lesión frenó su progresión y su continuidad en el equipo, y le hizo estar fuera de los terrenos de juego hasta el 19 de enero. Este tiempo lo aprovechó su compañero canterano Ferran Torres para mostrar muchos minutos de gran fútbol y asentarse en la titularidad. Desde su recuperación tuvo una participación menor, como la titularidad en dos eliminatorias de Copa y entrar en el segundo tiempo de tres jornadas en las que se encajaron tres goleadas: en Son Moix (4-1), en el Coliseum Alfonso Pérez (3-0) y en el Reale Arena (3-0). 
El técnico Albert Celades pareció perder toda la confianza en él, pero en la recta final del campeonato, con el nuevo técnico Voro, tuvo más oportunidades, casi siempre entrando desde el banquillo. En uno de los encuentros logró marcar el gol de la victoria 2-1 en el último minuto frente al Real Valladolid en Mestalla. En total participó en 24 partidos oficiales esa temporada logrando 2 goles, ambos en Liga.

#### Titularidad y dudas
Su etapa en Mestalla estuvo marcada por el hecho de que Peter Lim, que había comprado los derechos de imagen del jugador, presionara a los entrenadores para hacerlo jugar a pesar de que todavía no tenía nivel para ser titular en primera división. Uno de los motivos que provocó el despido de Marcelino García Toral fue que el entrenador asturiano quería que el jugador ganara experiencia jugando como cedido en un equipo de menor nivel, en contra del criterio del mandatario singapurés que quería que jugara en el Valencia. La insistencia de Lim para hacer que Kangin jugara como titular provocó cierta ironía de los jugadores, que durante la celebración del título de Copa del Rey del 2019 cantaron, como burla, Pon a Kangin Lee. La presión para hacerlo jugar en contra del criterio de los entrenadores también provocaron ansiedad en el jugador.
Los siguientes entrenadores, Albert Celades, Voro y Javi Gracia, tampoco hicieron jugar a Kangin Lee, prefiriendo otras alternativas. Otras presiones de Peter Lim, cómo quitarle el dorsal número 10 a Carlos Soler para dárselo al coreano, afectaron a la relación de Kangin con el vestuario, pese a que lo rechazó por no entrar en conflicto con su compañero, y dificultaron que el joven jugador renovara el contrato.
La temporada 2020-21, que se inició con la venta de jugadores con mayor peso económico en la plantilla, y con la intención de la directiva de darle un mayor protagonismo a Kang In Lee, tampoco sirvió para consolidar al jugador. Empezó siendo un importante titular en los primeros encuentros con el nuevo técnico Javi Gracia, logrando dar dos asistencias de gol en la primera jornada. El técnico tuvo un enfrentamiento con la directiva, y desde entonces Kang In pasó a contar mucho menos, entrando solo durante la 2.ª parte de los partidos, mostrando evidentes problemas de presión, y siendo expulsado con roja directa en sendos enfrentamientos contra Atlético de Madrid y Real Madrid. Aun así, en octubre de 2020 dio una tercera asistencia de gol, lo que le convirtió rápidamente en uno de los mejores asistentes del inicio del campeonato. Su contrato finalizaba en 2022 y el club le ofreció renovarlo, pero al no sentirse importante en el equipo prefería no ampliar su contrato si su situación en el equipo no cambiaba. El 20 de febrero frente al Celta en Mestalla el equipo logró la victoria en los minutos finales gracias a su actuación, que volvía a la titularidad y dio unas asistencias clave para lograr los tres puntos.
Finalmente, el jugador abandonó el Valencia con carta de libertad el 29 de agosto de 2021, un año antes de que su contrato finalizara. Había estado diez años en la entidad valencianista, formándose como futbolista. Al día siguiente firmó por cuatro temporadas con el R. C. D. Mallorca.

### París
El 8 de julio de 2023, después de haber anotado seis goles y dado el mismo número de asistencias en 39 partidos durante su segundo año en Mallorca, se anunció su fichaje por el Paris Saint-Germain F. C. hasta junio de 2028. De este modo, se convertía en el primer surcoreano en jugar para la entidad parisina.

## Selección nacional

### Sub-18
Con solo 16 años debutó en la primavera de 2017 con la selección sub-18 de Corea del Sur, siendo desde muy pronto toda una sensación en su país. Participó en partidos de categorías inferiores con la selección valenciana.

### Sub-19
A finales de 2017, con 16 años, fue convocado por la sub-19 y marcó de penalti en su debut el 2 de noviembre en el estadio de Paju a los pocos minutos de entrar en el césped y marcar un penalti en la goleada 0-11 ante Brunéi.
A finales de mayo de 2018 participó con su selección en el Torneo Esperanzas de Toulon, y empezó a destacar. Marcó frente a Togo y frente a Escocia, siendo además nombrado como el 4.º mejor jugador del torneo a pesar de que su selección terminó última clasificada de su grupo.
La selección española sondeó el entorno del jugador en 2018 para ver si estaría dispuesto a entrenar en las categorías inferiores del fútbol español, pero no fue más que un interés, y desde Corea destacaban que el futbolista apuntaba hacia la selección absoluta coreana.

### Sub-20
Recién cumplidos los 18 años, en marzo de 2019 fue convocado por primera vez por la selección absoluta surcoreana dirigida por Paulo Bento, para los encuentros amistosos ante Bolivia y Colombia, pero sin llegar a debutar a pesar de la gran expectación que despertó.
En abril del mismo año fue convocado por la selección sub-20 para disputar el Mundial de la categoría que se disputaba en Polonia, recibiendo permiso del club para disputar el torneo. Su selección hizo historia al ir superando eliminatorias y clasificarse por primera vez para la final del campeonato, y quedó finalmente subcampeona al caer derrotada 3-1 en la final frente a Ucrania, marcando Kang In Lee el único de su selección en la final. A pesar de la derrota, con 4 asistencias y 2 goles, Kang In Lee, el más joven de su selección con 18 años, fue elegido mejor jugador del torneo recibiendo el premio del Balón de Oro.

#### Participaciones en Copas del Mundo
| Mundial                     | Sede    | Resultado  | Partidos | Goles |
| --------------------------- | ------- | ---------- | -------- | ----- |
| Copa Mundial Sub-20 de 2019 | Polonia | Subcampeón | 7        | 2     |

### Selección absoluta
Su debut con la absoluta se produjo el 5 de septiembre de 2019, con solo 18 años, tras el Mundial sub-20. Fue en un amistoso ante Georgia que terminó empatado a dos y se disputó en el Başakşehir Arena de Estambul.
Volvió a ser llamado para la siguiente convocatoria y volvió a ser titular el 10 de octubre en la goleada 8-0 contra Sri Lanka en el estadio de Hwaseong, dando una asistencia de gol. Cinco días después fue suplente en el histórico partido en el estadio Kim Il-sung de Pionyang ante Corea del Norte, un partido que no se disputaba desde hacía 29 años. El 14 de noviembre volvió a tener unos minutos ante el Líbano en el Camille Chamoun de Beirut terminando con empate a cero. No pudo seguir siendo convocado al caer lesionado a finales de noviembre, pero al año siguiente, en noviembre de 2020 volvió a ser convocado y a tener minutos en dos amistosos frente a México y Catar.

#### Participaciones en Copas del Mundo
| Mundial              | Sede  | Resultado        | Partidos | Goles |
| -------------------- | ----- | ---------------- | -------- | ----- |
| Copa Mundial de 2022 | Catar | Octavos de final | 4        | 0     |

#### Goles internacionales
| #  | Fecha                   | Lugar                                              | Oponente | Gol | Resultado | Competición                                |
| -- | ----------------------- | -------------------------------------------------- | -------- | --- | --------- | ------------------------------------------ |
| 1  | 13 de octubre de 2023   | Estadio Mundialista de Seúl, Seúl, Corea del Sur   | Túnez    | 1–0 | 4–0       | Amistoso                                   |
| 2  | 13 de octubre de 2023   | Estadio Mundialista de Seúl, Seúl, Corea del Sur   | Túnez    | 2–0 | 4–0       | Amistoso                                   |
| 3  | 17 de octubre de 2023   | Estadio Mundialista de Suwon, Suwon, Corea del Sur | Vietnam  | 5–0 | 6–0       | Amistoso                                   |
| 4  | 16 de noviembre de 2023 | Estadio Mundialista de Seúl, Seúl, Corea del Sur   | Singapur | 5–0 | 5–0       | Clasificación para la Copa Mundial de 2026 |
| 5  | 15 de enero de 2024     | Estadio Jassim bin Hamad, Rayán, Catar             | Baréin   | 2–1 | 3–1       | Copa Asiática 2023                         |
| 6  | 15 de enero de 2024     | Estadio Jassim bin Hamad, Rayán, Catar             | Baréin   | 3–1 | 3–1       | Copa Asiática 2023                         |
| 7  | 25 de enero de 2024     | Estadio Al Janoub, Al Wakrah, Catar                | Malasia  | 2–2 | 3–3       | Copa Asiática 2023                         |
| 8  | 6 de junio de 2024      | Estadio Nacional de Singapur, Kallang, Singapur    | Singapur | 1–0 | 7–0       | Clasificación para la Copa Mundial de 2026 |
| 9  | 6 de junio de 2024      | Estadio Nacional de Singapur, Kallang, Singapur    | Singapur | 4–0 | 7–0       | Clasificación para la Copa Mundial de 2026 |
| 10 | 11 de junio de 2024     | Estadio Mundialista de Seúl, Seúl, Corea del Sur   | China    | 1–0 | 1–0       | Clasificación para la Copa Mundial de 2026 |
| 11 | 10 de junio de 2025     | Estadio Mundialista de Seúl, Seúl, Corea del Sur   | Kuwait   | 2–0 | 4–0       | Clasificación para la Copa Mundial de 2026 |

## Estadísticas

### Clubes
| Club                              | Div.          | Temporada     | Liga nacional | Liga nacional | Liga nacional | Copas nacionales | Copas nacionales | Copas nacionales | Torneos internacionales | Torneos internacionales | Torneos internacionales | Total | Total | Total  | Media goleadora |
| Club                              | Div.          | Temporada     | Part.         | Goles         | Asist.        | Part.            | Goles            | Asist.           | Part.                   | Goles                   | Asist.                  | Part. | Goles | Asist. | Media goleadora |
| --------------------------------- | ------------- | ------------- | ------------- | ------------- | ------------- | ---------------- | ---------------- | ---------------- | ----------------------- | ----------------------- | ----------------------- | ----- | ----- | ------ | --------------- |
| Valencia C. F. Mestalla · España  | 2.ª B         | 2017-18       | 11            | 1             | 0             | —                | —                | —                | —                       | —                       | —                       | 11    | 1     | 0      | 0.09            |
| Valencia C. F. Mestalla · España  | 2.ª B         | 2018-19       | 15            | 3             | 1             | —                | —                | —                | —                       | —                       | —                       | 15    | 3     | 1      | 0.2             |
| Valencia C. F. Mestalla · España  | Total club    | Total club    | 26            | 4             | 1             | 0                | 0                | 0                | 0                       | 0                       | 0                       | 26    | 4     | 1      | 0.15            |
| Valencia C. F. · España           | 1.ª           | 2018-19       | 3             | 0             | 0             | 6                | 0                | 0                | 2                       | 0                       | 0                       | 11    | 0     | 0      | 0               |
| Valencia C. F. · España           | 1.ª           | 2019-20       | 17            | 2             | 0             | 2                | 0                | 0                | 5                       | 0                       | 0                       | 24    | 2     | 0      | 0.08            |
| Valencia C. F. · España           | 1.ª           | 2020-21       | 24            | 0             | 4             | 3                | 1                | 0                | —                       | —                       | —                       | 27    | 1     | 4      | 0.04            |
| Valencia C. F. · España           | Total club    | Total club    | 44            | 2             | 4             | 11               | 1                | 0                | 7                       | 0                       | 0                       | 62    | 3     | 4      | 0.05            |
| R. C. D. Mallorca · España        | 1.ª           | 2021-22       | 30            | 1             | 2             | 4                | 0                | 1                | —                       | —                       | —                       | 34    | 1     | 3      | 0.03            |
| R. C. D. Mallorca · España        | 1.ª           | 2022-23       | 36            | 6             | 6             | 3                | 0                | 0                | —                       | —                       | —                       | 39    | 6     | 6      | 0.15            |
| R. C. D. Mallorca · España        | Total club    | Total club    | 66            | 7             | 8             | 7                | 0                | 1                | 0                       | 0                       | 0                       | 73    | 7     | 9      | 0.1             |
| Paris Saint-Germain F. C. Francia | 1.ª           | 2023-24       | 23            | 3             | 4             | 4                | 1                | 0                | 9                       | 1                       | 1                       | 36    | 5     | 5      | 0.14            |
| Paris Saint-Germain F. C. Francia | 1.ª           | 2024-25       | 30            | 6             | 4             | 4                | 0                | 0                | 15                      | 1                       | 0                       | 49    | 7     | 4      | 0.14            |
| Paris Saint-Germain F. C. Francia | 1.ª           | 2025-26       | 0             | 0             | 0             | 0                | 0                | 0                | 1                       | 1                       | 0                       | 1     | 1     | 0      | 1               |
| Paris Saint-Germain F. C. Francia | Total club    | Total club    | 53            | 9             | 8             | 8                | 1                | 0                | 25                      | 3                       | 1                       | 86    | 13    | 9      | 0.15            |
| Total carrera                     | Total carrera | Total carrera | 189           | 22            | 21            | 26               | 2                | 1                | 32                      | 3                       | 1                       | 247   | 27    | 23     | 0.11            |
| 1. 2.                             |               |               |               |               |               |                  |                  |                  |                         |                         |                         |       |       |        |                 |

## Palmarés

### Títulos nacionales
| Título               | Club                      | País    | Año     |
| -------------------- | ------------------------- | ------- | ------- |
| Copa del Rey         | Valencia C. F.            | España  | 2018-19 |
| Supercopa de Francia | Paris Saint-Germain F. C. | Francia | 2023    |
| Ligue 1              | Paris Saint-Germain F. C. | Francia | 2023-24 |
| Copa de Francia      | Paris Saint-Germain F. C. | Francia | 2023-24 |
| Supercopa de Francia | Paris Saint-Germain F. C. | Francia | 2024    |
| Ligue 1              | Paris Saint-Germain F. C. | Francia | 2024-25 |
| Copa de Francia      | Paris Saint-Germain F. C. | Francia | 2024-25 |

### Títulos internacionales
| Título                       | Equipo                     | Sede     | Año     |
| ---------------------------- | -------------------------- | -------- | ------- |
| Juegos Asiáticos             | Selección de Corea del Sur | Hangzhou | 2022    |
| Liga de Campeones de la UEFA | Paris Saint-Germain F. C.  | Múnich   | 2024-25 |
| Supercopa de la UEFA         | Paris Saint-Germain F. C.  | Údine    | 2025    |

### Distinciones individuales
| Distinción                                                             | Año                  |
| ---------------------------------------------------------------------- | -------------------- |
| Balón de Oro de la Copa Mundial Sub-20                                 | 2019                 |
| Parte de los diez finalistas del Trofeo Kopa                           | 2019                 |
| Mejor jugador joven de Asia por la AFC                                 | 2019[cita requerida] |
| Parte de los 100 mejores futbolistas sub-20 del mundo según Tuttosport | 2020[cita requerida] |